# Paukaa
Paukaa és una concentració de població designada pel cens dels Estats Units a l'estat de Hawaii. Segons el cens del 2000 tenia 495 habitants.

## Demografia
Segons el cens del 2000, Paukaa tenia 495 habitants, 196 habitatges, i 137 famílies La densitat de població era de 453,44 habitants per km².
Dels 196 habitatges en un 23,0% hi vivien nens de menys de 18 anys, en un 55,6% hi vivien parelles casades, en un 11,7% dones solteres, i en un 30,1% no eren unitats familiars. En el 26,5% dels habitatges hi vivien persones soles el 20,9% de les quals corresponia a persones de 65 anys o més que vivien soles. El nombre mitjà de persones vivint en cada habitatge era de 2,53 i el nombre mitjà de persones que vivien en cada família era de 2,94.
Per edats la població es repartia de la següent manera: un 17,6% tenia menys de 18 anys, un 5,6% entre 18 i 24, un 19,6% entre 25 i 44, un 30,1% de 45 a 64 i un 27,1% 65 anys o més.
L'edat mediana era de 50,0 anys. Per cada 100 dones hi havia 88,93 homes. Per cada 100 dones de 18 o més anys hi havia 86,3 homes.
La renda mediana per habitatge era de 40.804 $ i la renda mediana per família de 45.833 $. Els homes tenien una renda mediana de 35.938 $ mentre que les dones 20.500 $. La renda per capita de la població era de 22.246 $. Aproximadament el 5,2% de les famílies i el 8,9% de la població estaven per davall del llindar de pobresa.

## Poblacions més properes
El següent diagrama mostra les poblacions més properes.